# Vorwerk Drackendorf

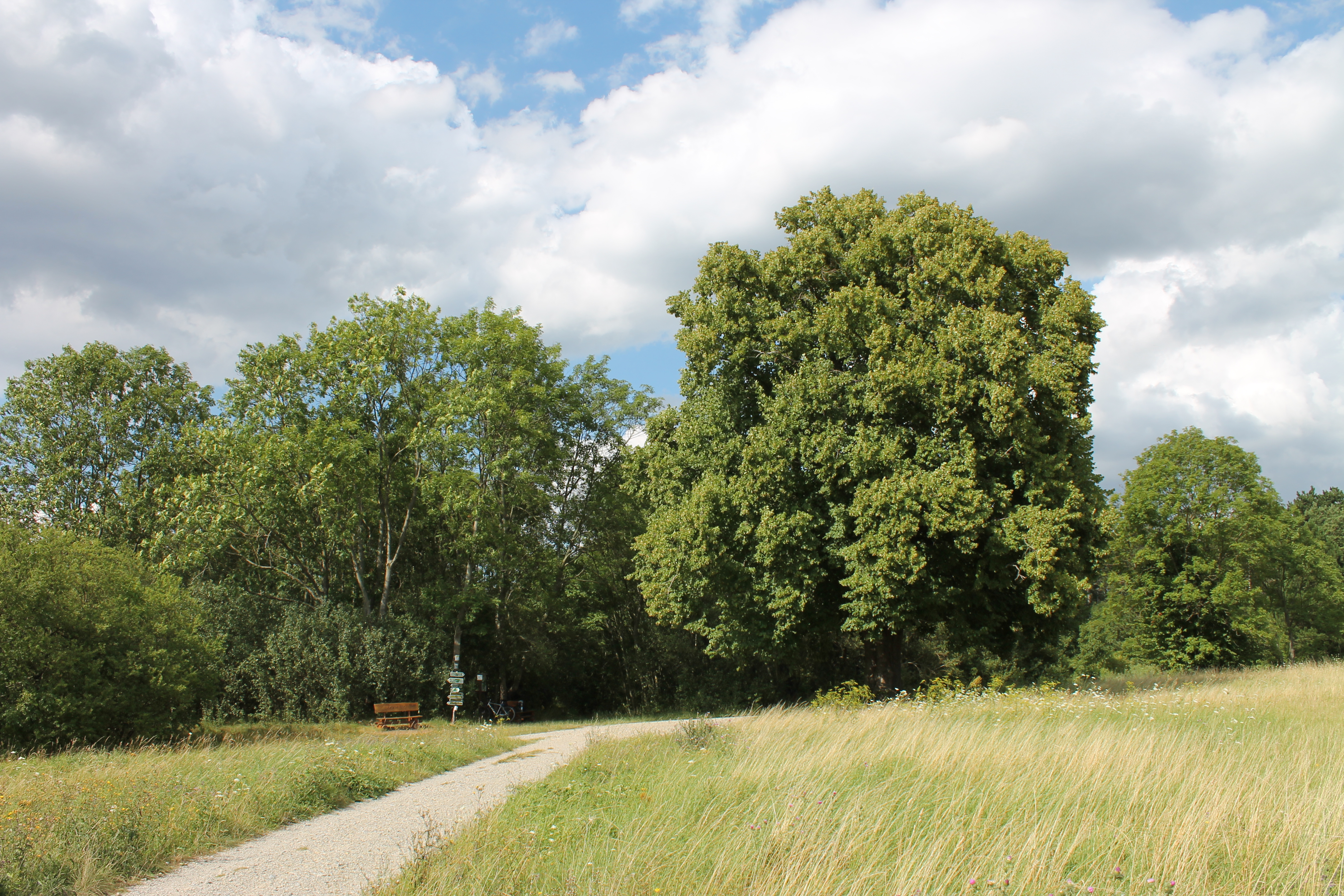
Standort des ehemaligen Vorwerkes Drackendorf mit Sommerlinde

Das Vorwerk Drackendorf war ein Vorwerk der Gemeinde Drackendorf im Landkreis Jena in Thüringen.

## Lage
Das Vorwerk lag am westlichen Rand der Wöllmisse nördlich von Drackendorf oberhalb des Spitzberges auf etwa 380 Meter über NN. 

## Geschichte
Das Vorwerk Drackendorf diente im Mittelalter zur Versorgung der Lobdeburg. Später gelangte es in den Besitz der Herren von Puster und des Rittergutes Drackendorf. Der letzte Nutzer verließ das Vorwerk im Jahre 1953 oder 1954. Danach wurden die Gebäude und umliegenden Freiflächen zeitweise von Jenaer Segelfliegern als Stützpunkt und Übungsgelände genutzt. Fotos aus dieser Zeit zeigen ein Wohnhaus und Scheunen; bis zuletzt bestand kein Anschluss an die öffentliche Strom- und Wasserversorgung. Nachdem die Zukunft des Jenaer Flugsports mit dem Ausbau der Flugplatzanlage Schöngleina geklärt war, wurden die Gebäude 1959 abgebrochen. 
Heute erinnern nur noch einige überwachsene Mauerreste, eine Hinweistafel und eine weithin sichtbare Sommerlinde an das Vorwerk Drackendorf.
Zur Geschichte der Herren von Puster siehe auch Luftschiff (Siedlung).